# Campionati del mondo di ciclismo su strada 1934
I Campionati del mondo di ciclismo su strada 1934 si disputarono a Lipsia in Germania il 18 agosto 1934.
Furono assegnati due titoli:
- Prova in linea Uomini Dilettanti, gara di 112,000 km
- Prova in linea Uomini Professionisti, gara di 225,600 km

## Storia
L'edizione 1934 vide tornare alla vittoria il Belgio, dopo i titoli di Georges Ronsse nelle edizioni precedenti. Karel Kaers, specialista della pista, rimase a ruota per tutta la gara, favorito da un percorso senza difficoltà, e sul traguardo batté tutti in volata. Learco Guerra, chiuso dallo stesso Kaers, terminò secondo nonostante le proteste della selezione italiana davanti a giudici della gara. Dei ventisei corridori che presero parte alla prova, quindici la conclusero.
Nella prova dilettanti i Paesi Bassi colsero la prima medaglia d'oro, con Kees Pellenaers.

## Medagliere
| Pos.   | Nazione     | Oro | Argento | Bronzo | Totale |
| ------ | ----------- | --- | ------- | ------ | ------ |
| 1      | Belgio      | 1   | 0       | 2      | 3      |
| 2      | Paesi Bassi | 1   | 0       | 0      | 1      |
| 3      | Italia      | 0   | 1       | 0      | 1      |
| 3      | Francia     | 0   | 1       | 0      | 1      |
| Totale | Totale      | 2   | 2       | 2      | 6      |

## Sommario degli eventi
| Eventi                 | Oro                         | Tempo                      | Argento               | Tempo | Bronzo                  | Tempo |
| Uomini Professionisti  |                             |                            |                       |       |                         |       |
| Gara in linea dettagli | Karel Kaers Belgio          | 5h56'15" Media 37,994 km/h | Learco Guerra Italia  | s.t.  | Gustaaf Danneels Belgio | s.t.  |
| Uomini Dilettanti      |                             |                            |                       |       |                         |       |
| Gara in linea dettagli | Kees Pellenaers Paesi Bassi | 2h43'02"                   | André Deforge Francia | ?     | Paul André Belgio       | ?     |